# جيمس هنكليف
جيمس هنكليف (بالإنجليزية:  James Hinchcliffe)‏ مواليد 5 ديسمبر 1991 في أونتاريو، هو سائق فورملا 1 هندي.

## سباقات شارك فيها
- سلسلة إندي كار
- إنديانابوليس 500

## وصلات خارجية
- جيمس هنكليف على موقع Racing-Reference.info (الإنجليزية)
- جيمس هنكليف على موقع DriverDB.com (الإنجليزية)
- الموقع الرسمي